# مشاركة العراق في حرب تشرين

شعار الجمهورية العراقية

الجمهورية العراقية هي إحدى الدول المشاركة في حرب تشرين ضد إسرائيل عام 1973، ويعد الجيش العراقي ثالث أكبر الجيوش العربية التي شاركت في الحرب بعد مصر وسوريا، وعلى الرغم من حجم الجيش العراقي إلا أن مشاركته جاءت محدودة لأن أغلب قطاعاته وصلت متأخرة مع نهاية الحرب، ولم تقم القيادتان المصرية والسورية بإخطار العراق بموعد الحرب أو عن أي خطط عسكرية، واقتصر التعاون العسكري مع العراق خلال الفترة التي سبقت الحرب بالدعم العسكري لدول الطوق العربي (مصر، سوريا، الأردن) وكانت إحدى صور هذا التعاون إرسال القوة الجوية العراقية لسربين من طائرات الهوكر هنتر إلى مصر في آذار مارس 1973 وشارك السربان منذ اليوم الأول للحرب، وحينما اندلعت الحرب في 6 تشرين الأول أكتوبر 1973 أصدر العراق أمرًا إلى قواته الجوية والبرية بالتحرك فورًا إلى الجبهة السورية حيث بدأت بالتوافد إلى دمشق بدأً من الإسبوع الأول للحرب.

## الخلفية التاريخية

### مقررات مجلس الدفاع العربي المشترك 1971
كان العرب يخططون لحرب جديدة ضد إسرائيل، فمنذ خسارتهم في حرب 1967 والتي تمكنت إسرائيل فيها من احتلال شبه جزيرة سيناء من مصر وهضبة الجولان من سوريا والضفة الغربية من الأردن أخذ العرب في إعادة تسليح قواتهم العسكرية وكان جوهر السياسية العربية مع إسرائيل يتمثل في مبدأ اللاءات الثلاث لا صلح ولا اعتراف ولا تفاوض.
وقد قرر المجلس الدفاع العربي المشترك عام 1971 وضع قوات عربية ترابط في دول الطوق العربي، وقد تعهدت الجمهورية العراقية بإرسال القوات التالية للجبهتين السورية والأردنية.
| الجبهة          | القوات البرية        | القوات الجوية              |
| --------------- | -------------------- | -------------------------- |
| الجبهة الأردنية | فرقة مدرعة فرقة مشاة | 2 سرب هوكر هنتر            |
| الجبهة السورية  | لا شيء               | 3 أسراب ميج 21 وسرب ميج 17 |

### زياة الأمين العام المساعد للشؤون العسكرية بغداد 1972

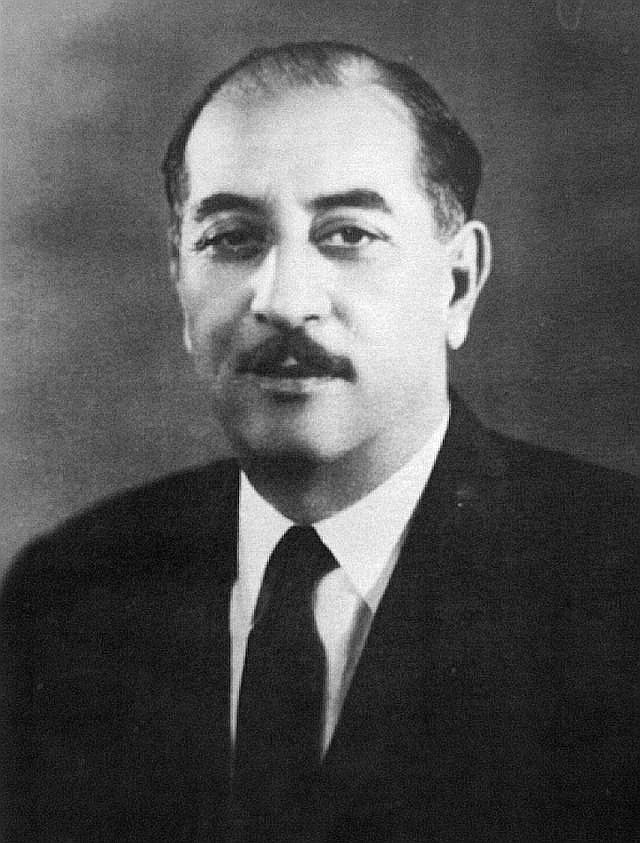
أحمد حسن البكر رئيس الجمهورية العراقية

خلال التحضيرات المصرية لشن حرب على إسرائيل أوفدت القيادة المصرية رئيس أركان حرب القوات المسلحة الفريق سعد الدين الشاذلي إلى العراق في 26 أيار مايو - 2 تموز يوليو 1972 وذلك بصفته
الأمين العام المساعد للشؤون العسكرية، وخلال الزيارة قابل الشاذلي الرئيس العراقي أحمد حسن البكر وطرح مشاركة العراق في حرب محتملة ضد إسرائيل وتنفيذ مقررات مجلس الدفاع العربي المشترك بشأن إرسال قوات إلى الجبهتين السورية والأردنية، أبدت القيادة السياسية العراقية تحفظا على إرسال القوات قبل نشوب الحرب وذلك لأن الحكومة العراقية تواجه مشكلتين رئيسيتين الأولى هي النزاع مع إيران حول شط العرب في الجنوب والثانية الثورة الكردية في الشمال ومن أجل ذلك يتحتم على العراق الاحتفاظ بقواته قرب هذه المناطق لكنها على استعداد أن ترسل قواتها العسكرية حال نشوب الحرب.
من وجهة نظر الشاذلي كان الرد العراقي غير مقبول، فلا يمكن إدخال وحدات عسكرية عراقية بخطة الحرب ما لم تكن تلك القوات موجودة فعلا على أرض الواقع، وحتى إن أرسلت تلك القوات بعد اندلاع الحرب لا يمكن الاستفادة منها بالشكل الفعال، وكل ما تمخضت عنه نتائج زيارة الشاذلي لبغداد هو سربي طائرات الهوكر هنتر والذي كان مقرراً حسب اجتماع مجلس الدفاع العربي في نوفمبر 1971 أن يرسل للأردن فقد أبدت العراق رغبتها للشاذلي أن يتم إرسال الطائرات لمصر وذلك بعد تجديدها وإصلاحها.
وبالفعل، قامت بغداد بإرسال الطائرات إلى مصر في آذار مارس 1973 وذلك بعد زيارة رئيس أركان القوات المسلحة العراقية الفريق عبد الجبار شنشل العاصمة المصرية القاهرة.
كما وضعت الحكومة العراقية سبعة ملايين جنيه إسترليني في حساب باسم الحكومة المصرية في لندن لتتمكن الحكومة المصرية من شراء ما تحتاجه من معدات. ومع نهاية آذار مارس 1973 تكامل وصول السرب المقاتل التاسع والعشرين (طائرات هنتر) والسرب المقاتل السادس (طائرات هنتر) وكان الاتفاق بين مصر والعراق يقضي بإرسال سربين كاملين من طائرات الهوكر هنتر بعد أن يتم إصلاح الطائرات الناقصة إلا أن العراقيين لم يتمكنوا من إصلاح جميع الطائرات فتم إرسال السربين وهما غير مكتملين. وبلغ مجموعات طائرات الهنتر العراقية التي وصلت مصر 20 طائرة استقرت في مطار مطار قويسنا بمحافظة المنوفية. وقد ساعد وصول الطيارين العراقيين والفنيين في فترة مبكرة قبل بدء العمليات، على اندماجهم مع رفاق السلاح الجوي المصري ومن الناحية العسكرية أتاح لهم وصولهم المبكر قبل بدء القتال بشهور فرصة التعرف على طبيعة الأرض التي سيطيرون عليها، والعلامات الأرضية التي سيراها الطيارين أثناء تحليقهم، والواجبات التي سيقومون بها، ومصطلحات الطيران، تلك المصطلحات التي تختلف اختلافاً كبيراً من قطر عربي لأخر، خاصة فيما يتعلق بالتوجيه الأرضي.

## العمليات العسكرية

### الجبهة المصرية
تواجدت الطائرات العراقية في مصر قبل نشوب حرب تشرين وشاركت في الضربة الأولى في 6 تشرين الأول أكتوبر، وكانت طائرات الهوكر هنتر تطير جنباً إلى جنب مع الطائرات الميج 17 المصرية وذلك ليسهل على رجال الدفاع الجوي المصري التعرف عليها، خاصة وأن الهوكر هنتر غير مستخدمة في صفوف القوات الجوية المصرية، كما أن شكلها الأمامي يشبه طائرة الفانتوم الأمريكية، وقد تمكّن الطيارون العراقيون من تدمير مواقع الصواريخ هوك، ومواقع مدفعية العدو في الطاسة، وتعطيل عدد كبير من دبابات العدو.
وفي يوم 7 تشرين الأول أكتوبر أعلن العراق مشاركته الرسمية بالحرب ثم بدأ بطلب جنود احتياط لإرسالهم إلى الجبهة السورية، حيث بلغ عدد القوات المشتركة في القتال 18 ألف جندي وأربعمئة دبابة. وفي هذا اليوم بعث العراق برقية عن طريق المهندس عبد الفتاح عبد الله، وزير شئون رئاسة الجمهوية العراقية إلى الرئيس أنور السادات تبين أن العراق وضع سربين سوخوي وسرب ميج 21 تحت إمرة سوريا لكنه يطلب إجراءات تمركزها واستخدامها من قبل القيادة السورية كما يؤكد أن مطارات العراق الأمامية ستكون بخدمة سوريا والأردن كما أن العراق سيرسل على الفور قطع غيار للهوكر هنتر الموجودة في مصر وتطلب البرقية من مصر تبلغ سوريا بفحوى الرسالة لأن اللاسلكي بين العراق وسوريا معطل.
إعادة العلاقات الدبلوماسية مع إيران، ودعوتها إلى حل المشاكل بين العراق وبينها بالطرق السلمية، وعن طريق المفاوضات، لتأمين الجبهة الشرقية للعراق. وقد أصدر مجلس قيادة الثورة العراقي بيانا بهذا الصدد ذكر فيه ((ولما كان العراق يتحمل مسئولية قومية المعركة فإنه يتوجه إلى الجارة إيران بالدعوة إلى إعادة علاقات حسن الجوار والتعاون وحل المشكلات القائمة وفق روح الجيرة وروح الروابط الإسلامية التي تجمع بين الشعبين العراقي والإيراني ومصالحهما المشتركة))..
وامتدت العمليات التي اشتركوا فيها من أول أيام 6 تشرين الأول أكتوبر وحتى توقف إطلاق النار 24 تشرين الأول أكتوبر، وتسلم السفير العراقي سمير النجم من وزير الحربية المصري أحمد إسماعيل، وسام نجمة الشرف العسكرية الذي منحة الرئيس المصري أنور السادات إلى قائد السرب العراقي الذي حارب على الجبهة المصرية
ويذكر الفريق سعد الدين الشاذلي أن القوات البرية المصرية كانت ترفع طلباتها بالقول «نريد السرب العراقي» أو «نريد سرب الهوكر الهنتر» وهو ما اعتبره الشاذلي شهادة لكفاءة السرب العراقي وحسن أدائه خلال حرب تشرين الأول أكتوبر.
بلغت خسائر السربين العراقيين في نهاية الحرب 8 طائرات هنتر ومقتل 3 طيارين وأسر 3 طيارين.

### الجبهة السورية

#### التحرك باتجاه سوريا
في الساعة العاشرة من يوم 7 تشرين الأول أكتوبر 1973 أصدرت القوات المسلحة العراقية الأمر الإنذاري للتهيؤ للقتال على الجبهة السورية أو الأردنية – إذا اندلع فيها القتال – وكانت أكبر المشاكل التي واجهها الجيش العراقي في تنفيذ هذا الأمر معضلة تأمين ناقلات للدبابات حيث كان عددها لا يكفي إلا لنقل لواء مدرع واحد، وقد خصصت لنقل اللواء المدرع 12 من الفرقة العراقية الثالثة.

#### الفرقة المدرعة الثالثة
وصلت أولى طلائع القوات العراقية إلى دمشق مساء يوم 10 تشرين الأول أكتوبر المتمثلة باللواء المدرع 12 يقودة الرائد الركن سليم شاكر الإمامي، تبعه لواء المشاة الآلي 8 ثم اللواء المدرع 6.

##### اللواء المدرع 12
حينما وصل اللواء المدرع 12 إلى دمشق 10 تشرين الأول أكتوبر، لم يستطع قائد اللواء التواصل مباشرة مع قيادة الأركان السورية ولم يستطع في الوقت نفسه ترك اللواء والذهاب إلى القيادة العامة، وكل ما أجابه الضباط السوريون بأن يتوجه اللواء إلى الجبهة.
قرر آمر اللواء المدرع 12 التوجه إلى الطريق العام دمشق - درعا متفاديا الذهاب إلى القنيطرة مباشر لكي لا يكون في وسط ساحات القتال وواصل سيرة ليلاً على خط دمشق - درع وتولّت مفارز الشرطة العسكرية السورية السيطرة وتوجيه أرتال اللواء. ويصف آمر اللواء سليم شاكر الأمامي المسير «كنت عند وصولي إلى كل مركز مروري جديد أترجل من السيارة وأسئل مسؤول المرور فيها أو من أجده من العسكريين السوريين إن كان هناك من مقر عسكري أستطيع الاتصال به أو الاستفسار منه عما سيؤول إليه حالنا ولكن دون جدوى، بل وفي إحدى النقاط اقترح علي ضابط سوري أن أذهب إلى الأركان العامة في دمشق إذ سأجد هناك كل ما أريد وإجابات لكل ما قد يخطر على بالي من أسئلة، ولم أكن لأفعل ذلك تحت أي ظرف من الظروف، إذ متى سأصل ومتى سأعود؟ ثم هل سأبقي اللواء خلال رحلتي هذه يواصل سيره أم يقف على الطريق؟ وماذا لو كانت الأركان العامة قد أُرسلت إلى أمرٍ ما أو أحد ممثليها وصل إلى مقر لوائي قبل عودتي فهل سأترك لهم توجيه اللواء... قلت لصاحب الاقتراح لن أذهب إلى الأركان العامة وسأواصل مسيري.»
تابع اللواء 12 مدرع مسيره إلى أنخل حيث حاول آمر اللواء التحدث مع المركز المروري هناك وتكررت الاقتراحات بالعودة إلى الأركان العامة حينها قال لهم آمر اللواء أنه سيواصل السير حتى درعا ثم سيدخل إلى الحدود الأردنية لأنه لن يسمح أن يطلع النهار لتغدو أرتال اللواء هدفا سهلاً للطيران الإسرائيلي، حينها وصل ضابط سوري برتبة مقدم ذكر أنه آمر لواء مدرع وقد انسحبت قطاعاته وأنه سيترك مواقعه في أنخل وهي جاهزة كموقع دفاعي جيد. فقام اللواء المدرع 12 بالانتشار في أنخل وأخذ المواقع الدفاعية قبل طلوع شمس يوم 11 تشرين الأول أكتوبر.
وكانت قوات اللواء المدرع 12 تتألف كتيبة دبابات المعتصم وكتيبة دبابات قتيبة فيما تُركت كتيبة دبابات القادسية في العراق لعدم توافر الناقلات. وقد تقرر أن يلحق اللواء المدرع الثاني عشر بفرقة السورية الخامسة مشاة.

##### لواء المشاة الآلي الثامن
تحرك لواء المشاة الآلي الثامن فور اندلاع الحرب إلى الأردن إلا أنه وبسبب تخصيص ناقلات الدبابات للواء المدرع 12 اضطرت كتيبة دبابات اللواء أن تسير ذاتيا حتى تصل ناقلات الدبابات الأردنية وقد كان اللواء الثامن يتألف من كتيبتي مشاة آلية وكتيبة دبابات. وفي 9 تشرين الأول أكتوبر 1973 بدأت الناقلات الأردنية برفع السرايا العراقية، ثم عززن بعدد من الناقلات العراقية، إلا أنها كانت من النوع القديم والبطيء الحركة، وقد وصلت رسالة من رئيس أركان الجيش الفريق الركن عبد الجبار شنشل تنبىء اللواء الثامن بالتوجه إلى الجبهة السورية للقتال لأن الأردن اعتذر عن فتح جبهته لعدم استعداده للحرب.
وصل اللواء إلى دمشق في الساعة 02:00 من يوم 12 تشرين الأول أكتوبر 1973 وتوجهوا إلى أنخل حيث سبقهم إلى هناك اللواء المدرع الثاني عشر.

##### أعمال القتال
وخلال تقدم القوات الإسرائيلية على محور جيعا-كفر ناسج، باغتهم اللواء المدرع 12 الواصل حديثا لساحة المعركة وكبّدهم خسائر كبيرة وأسر عدد من أطقم الدبابات والجنود. وقد بين التقرير السري المرقم (7) المعد من قبل مكتب الشؤون العسكرية المصرية عن سير المعارك والمقدم للرئيس أنور السادات عن الموقف في الجبهة السورية النص التالي:(اشترك اللواء العراقي في تثبيت العدو وتوجيه ضربة مضادة ومنعه من تطوير هجومه شرقا ومنع قوات العدو من الاتصال بكتيبة مظلات العدو التي نزلت في منطقة العدسية واستعاد الأوضاع) .

#### خسائر الجيش العراقي في سوريا
323 شهيدا عراقيا من الفرقة المدرعة الثالثة
137 دبابة وناقلة جنود
26 طائرة عراقية
تم دفن الشهداء العراقيين في منطقة السيدة زينب الكائنة جنوب دمشق.

#### القوة الجوية
لم تكن القوة الجوية العراقية مرابطة على الجبهة السورية، إنما تحركت مع خيوط الضوء الأولى فجر يوم 7 تشرين الأول أكتوبر إلى الجبهة السورية، بعد صدور قرار القيادة العراقية الاشتراك بالحرب.
كانت القوة الجوية العراقية الأسراب المقاتلة التالية:[بحاجة لمصدر]
1. سربين مقاتلات ميغ 19 وسرب تدريب
2. سربين مقاتلات سوخوي 7 وسرب تدريب
3. جناح مقاتلات ميغ 21 وسربين تدريب
4. جناح مقاتلات هوكر هنتر وسرب تدريب
5. سربين مقاتلات ميج 23 وسرب تدريب

1. ↑  كتاب مذكرات حرب أكتوبر الفريق سعد الشاذلي الطبعة الرابعة 2003، ص.216
2. ↑  كتاب مذكرات حرب أكتوبر الفريق سعد الشاذلي الطبعة الرابعة 2003، الفصل السابع والعشرون
3. ↑  اللواء الطيار الركن ناجي سالم [وصلة مكسورة] نسخة محفوظة 26 يناير 2020 على موقع واي باك مشين.
4. 1 2  كتاب مذكرات حرب أكتوبر الفريق سعد الشاذلي الطبعة الرابعة 2003، ص.217
5. 1 2  اللواء الطيار الركن ناجي سالم [وصلة مكسورة] نسخة محفوظة 26 يناير 2020 على موقع واي باك مشين.
6. ↑  كتاب حرب الساعات الستة واحتمالات الحرب الخامسة ،عبد الستار الطويلة، الهيئة المصريةالعامة للكتاب، 1997، صفحة 353
7. 1 2  محمد حسنين هيكل، أكتوبر 73، السلاح والسياسة، الطبعة الاولى، 1993، مركز الاهرام
8. ↑  كتاب حرب الساعات الستة واحتمالات الحرب الخامسة ،عبد الستار الطويلة، الهيئة المصريةالعامة للكتاب، 1997، صفحة 356
9. ↑  الجيش العراق وحرب تشرين 1973، العقيد الركن سليم شاكر الإمامي، دار الحكمة لندن، ص.35
10. ↑  الجيش العراق وحرب تشرين 1973، العقيد الركن سليم شاكر الإمامي، دار الحكمة لندن، ص.36
11. ↑  الجيش العراق وحرب تشرين 1973، العقيد الركن سليم شاكر الأمامي، دار الحكمة لندن، ص.37
12. ↑  الجيش العراق وحرب تشرين 1973، العقيد الركن سليم شاكر الأمامي، دار الحكمة لندن، ص.39
13. ↑  الجيش العراق وحرب تشرين 1973، العقيد الركن سليم شاكر الأمامي، دار الحكمة لندن، ص.41
14. ↑  الفريق رعد مجيد الحمداني كتاب قبل ان يغادرنا التاريخ الدار العربية للعلوم – ناشرون، الطبعة الاولى في عام 2007، ص.22
15. ↑  من كتاب الحرب طريق السلام (حمدي الكنيسي)،الفصل السابع، صفحة 359